# Come una mamma
Come una mamma è una miniserie televisiva italiana del 1990  (ma trasmessa per la prima volta nel 1991), diretta da Vittorio Sindoni e con protagonista Stefania Sandrelli. Nel cast, figurano anche Massimo Dapporto e Jean Sorel.
La miniserie, in due puntate, andò in onda su Canale 5 in prima serata mercoledì 20 e mercoledì 27 novembre 1991. Nel 2013 è stata replicata sul canale For You.

## Trama
La vicenda si svolge fra gli anni '70 e '80. Dopo aver lasciato il paese natale di Vernazza, Elvira si trasferisce a Roma dove lavora come governante in diverse famiglie stringendo un forte legame con i bambini che accudisce per cui diventa una seconda madre. Con il passare degli anni, Elvira stringe amicizia con Fiorino che le chiede diverse volte di sposarla nonostante i continui rifiuti della donna che non vuole trasformare la loro amicizia in una relazione. Elvia si mantiene in contatto in contatto con Marco, un bambino accudito da Elvira, che crescendo vive in modo scapestrato e non è in buoni rapporti con la donna sposata dal padre dopo essersi separato. Nonostante alcune incomprensioni, Elvira e Marco continuano a tenersi in contatto tanto che la donna decide di trasferirsi a Milano con Marco, divenuto dottore, per lavorare a suo fianco come infermiera e accudire il figlio di Marco. Dopo essersi trasferita, Elvira viene raggiunta da Fiorino che le chiede per l'ennesima volta di sposarlo: questa volta la donna accetta.

## Dati d'ascolto
La messa in onda in prima TV su Canale 5 totalizzò una media di 4.460.000 spettatori.